# 阿寺城
阿寺城（明照城 / あでらじょう / あてらじょう）は、岐阜県中津川市手賀野にあった砦（日本の城）。

## 概要
美濃国の岩村城主の遠山景前が、弘治2年（1557年）7月に病没して後継者争いが起こると、武田晴信の後押しで、長男の景任が岩村遠山氏の当主となって岩村城主となり、次男の遠山武景は苗木遠山氏の養子となり、三男の遠山直廉が手賀野村に阿寺城を築いて明照遠山氏の初代となった。
しかし、次男の武景が京都旅行の帰途、伊勢から尾張へ渡る舟に乗船中に盗賊に襲われ殺害されたため、直廉が苗木遠山氏を嗣ぐこととなり、高森山砦を拡張し苗木城へ移った。
永禄12年（1569年）、直廉は信玄の命により飛騨国益田郡に侵攻し、三木氏との大威徳寺の戦いで受けた矢傷がもとで、苗木城へ戻った後に没した。
直廉には男子がなく苗木遠山氏は再び断えたので、信長は苗木城を飯羽間遠山氏の遠山友勝に継がせた。
そして遠山友忠が飯羽間城から阿寺城へ移ったが、苗木城を守っていた父の友勝が没したため、子の遠山友重に阿寺城を譲り苗木城に移った。
天正2年（1574年）甲斐武田氏の命により木曽義昌からの攻撃で友重は討死を遂げ、阿寺城も陥落しその後、復興することはなかった。
阿寺城は、直廉-友忠-友重の三人の城主で、築城後、僅か三十年足らずで廃城となった。
なお恵那市上矢作町漆原に阿寺砦があったので注意が必要である。

## 遺構
現在の本曲輪には御嶽神社が祀られている。それより市街地側に進んだところに二ノ曲輪、三ノ曲輪、虎口、また背後には保古山からの侵入を防ぐための三重堀切が見られる。